# José Francisco Alves (Chico Alves)
José Francisco Alves de Almeida (Sananduva, 19 de novembro de 1964) é um historiador de arte, curador e pesquisador brasileiro.
Formado em escultura pela UFRGS, após carreira ativa como escultor, entre 1988 e 2001, com vários primeiros prêmios, entre os quais o Salão Paranaense, passou a dedicar-se à teoria e à pesquisa, com mestrado (2000) e doutorado (2011) em História da Arte. Publicou os livros “Stockinger – Vida e Obra (Francisco Stockinger)” (2012), “Fontes d’Art au Rio Grande do Sul” (2009), “Transformações do Espaço Público” (2006), “Amilcar de Castro - Uma Retrospectiva” (2005), “A Escultura Pública de Porto Alegre – história, contexto e significado” (2004).
Tem escrito artigos para revistas e jornais do Brasil e exterior, sobre arte e cultura.
É professor de escultura e organização profissional do artista plástico desde 2000, no Atelier Livre da Prefeitura de Porto Alegre. Desde janeiro de 2011, passou a ser o primeiro Curador-Chefe do Museu de Arte do Rio Grande do Sul Ado Malagoli, em Porto Alegre.